# ロンドン・パリ大脱戦
『ロンドン・パリ大脱戦』（仏: Allez France!、英: The Counterfeit Constable）は、1964年に公開されたフランスのコメディ映画。監督と出演はロベール・デリー。その他の出演はロナルド・フレイザーなど。

## キャスト
| 役名             | 俳優                 | 日本語吹替 |
| ---------------- | -------------------- | ---------- |
| アンリ           | ロベール・デリー     | 青野武     |
| ブリスバーン夫人 | コレット・ブロッセ   | 楠トシエ   |
| ダイアナ・ドース | ダイアナ・ドース     | 小原乃梨子 |
| ティモシー       | ロナルド・フレイザー |            |
| ジェラルド       | マーク・レスター     |            |

※日本語吹替：テレビ版・初回放送1973年7月15日『日曜洋画劇場』

## スタッフ
- 監督：ロベール・デリー（フランス語版）
- 脚本：ロベール・デリー、ピエール・チェルニア（フランス語版）
- 台詞：ロベール・デリー、ピエール・チェルニア、ジャン・ロート（フランス語版）、コレット・ブロッセ（フランス語版）
- 撮影：ジャン・トゥルニエ（フランス語版）
- 音楽：ジェラール・キャルヴィ（フランス語版）